# Joseph-Wilfrid Guy
Joseph-Wilfrid Guy OMI (* 28. Juli 1883 in Montreal, Kanada; † 8. Dezember 1951) war ein kanadischer Ordensgeistlicher und römisch-katholischer Bischof von Gravelbourg.

## Leben
Joseph-Wilfrid Guy trat der Ordensgemeinschaft der Oblaten der Unbefleckten Jungfrau Maria bei und empfing am 9. Juni 1906 das Sakrament der Priesterweihe. 
Am 19. Dezember 1929 ernannte ihn Papst Pius XI. zum Titularbischof von Photice und zum Apostolischen Vikar von Grouard. Der Apostolische Delegat in Kanada, Erzbischof Andrea Cassulo, spendete ihm am 1. Mai 1930 die Bischofsweihe; Mitkonsekratoren waren der Apostolische Vikar von Keewatin, Ovid Charlebois OMI, und der Bischof von Haileybury, Louis Rhéaume OMI.
Pius XI. ernannte ihn am 2. Juni 1937 zum Bischof von Gravelbourg. Die Amtseinführung erfolgte am 25. Oktober desselben Jahres. Am 7. November 1942 nahm Papst Pius XII. das von Joseph-Wilfrid Guy vorgebrachte Rücktrittsgesuch an und ernannte ihn zum Titularbischof von Photice.